# Montagna-le-Reconduit
Montagna-le-Reconduit és un municipi francès situat al departament del Jura i a la regió de Borgonya - Franc Comtat. L'any 2007 tenia 107 habitants.

## Demografia

### Població
El 2007 la població de fet de Montagna-le-Reconduit era de 107 persones. Hi havia 52 famílies de les quals 24 eren unipersonals (4 homes vivint sols i 20 dones vivint soles), 12 parelles sense fills i 16 parelles amb fills.
La població ha evolucionat segons el següent gràfic:
Habitants censats

### Habitatges
El 2007 hi havia 88 habitatges, 52 eren l'habitatge principal de la família, 24 eren segones residències i 12 estaven desocupats. 83 eren cases i 2 eren apartaments. Dels 52 habitatges principals, 44 estaven ocupats pels seus propietaris, 3 estaven llogats i ocupats pels llogaters i 5 estaven cedits a títol gratuït; 2 tenien una cambra, 3 en tenien dues, 11 en tenien tres, 13 en tenien quatre i 23 en tenien cinc o més. 16 habitatges disposaven pel capbaix d'una plaça de pàrquing. A 28 habitatges hi havia un automòbil i a 14 n'hi havia dos o més.

### Piràmide de població
La piràmide de població per edats i sexe el 2009 era:
| Homes | Edats   | Dones |
| ----- | ------- | ----- |
| 0     | 95 o +  | 0     |
| 0     | 90 a 94 | 0     |
| 0     | 85 a 89 | 0     |
| 0     | 80 a 84 | 0     |
| 4     | 75 a 79 | 4     |
| 0     | 70 a 74 | 0     |
| 0     | 65 a 69 | 4     |
| 0     | 60 a 64 | 0     |
| 16    | 55 a 59 | 8     |
| 0     | 50 a 54 | 16    |
| 8     | 45 a 49 | 4     |
| 4     | 40 a 44 | 0     |
| 4     | 35 a 39 | 4     |
| 0     | 30 a 34 | 4     |
| 4     | 25 a 29 | 4     |
| 0     | 20 a 24 | 0     |
| 0     | 15 a 19 | 4     |
| 0     | 10 a 14 | 4     |
| 8     | 5 a 9   | 8     |
| 0     | 0 a 4   | 4     |

## Economia
El 2007 la població en edat de treballar era de 73 persones, 49 eren actives i 24 eren inactives. De les 49 persones actives 44 estaven ocupades (26 homes i 18 dones) i 5 estaven aturades (4 homes i 1 dona). De les 24 persones inactives 9 estaven jubilades, 3 estaven estudiant i 12 estaven classificades com a «altres inactius».

### Ingressos
El 2009 a Montagna-le-Reconduit hi havia 54 unitats fiscals que integraven 109 persones, la mediana anual d'ingressos fiscals per persona era de 14.697 €.

### Activitats econòmiques
Dels 2 establiments que hi havia el 2007, 1 era d'una empresa d'informació i comunicació i 1 d'una empresa de serveis.
L'any 2000 a Montagna-le-Reconduit hi havia 7 explotacions agrícoles.

## Poblacions més properes
El següent diagrama mostra les poblacions més properes.